# Santiago Moncada
Santiago Moncada, né à Madrid en 1926 selon la Bibliothèque nationale espagnole ou en 1928 selon les nécrologies publiées dans la presse espagnole, mort à Madrid le 6 juillet 2018, est un écrivain espagnol connu dans les pays hispanophones pour des pièces de théâtre (principalement des comédies) et dans les pays non hispanophones pour des films dont il a écrit le scénario ou qu'il a produits (principalement des films d'horreur). C'est la découverte tardive de Une hache pour la lune de miel de Mario Bava qui, en France, a attiré l'attention sur lui. En 1994, alors qu'il prépare la première rétrospective consacrée à Bava, Jean-François Rauger programme dans le cadre des séances de "cinéma bis" de la Cinémathèque française un film d'un réalisateur beaucoup plus obscur, L'Assassin fantôme de Javier Setó, et signale que son scénariste est celui de Une hache pour la lune de miel. Aux États-Unis, le film de Bava est réévalué dans les années 2000 et, dans la biographie qu'il consacre au cinéaste italien, Tim Lucas fait l'éloge de Moncada (même s'il minore sa contribution à la réussite de Une hache pour la lune de miel). Il est, selon lui, « un authentique auteur du genre » qui imprime une même « vision », un même sens de la perversité à tous les « thrillers noirs et psychologiques » auxquels il a pu participer. Moncada, ajoute Lucas, figure au générique de certains « des films d'horreur les plus intelligents qui ont été produits dans des pays hispanophones au cours des années 1970 et 80 : entre autres La Cloche de l'enfer de Claudio Guerin Hill et La Corruption de Chris Miller de Juan Antonio Bardem en 1973, ainsi que Sola ante el terror de Jess Franco en 1981 ».

## Dramaturge et romancier
En Espagne, Santiago Moncada se fait d'abord remarquer comme dramaturge en remportant à deux reprises le Prix Calderon de la Barca, en 1956 (pour la pièce Paulina y los pingüinos) et en 1957 (pour la pièce Tránsito de madrugada). Dans les années 1950, ce prix était réservé aux auteurs dont les pièces n'avaient pas encore été jouées par une compagnie professionnelle. En 1958, Tránsito de madrugada est représentée publiquement dans une mise en scène de Claudio de la Torre. La même année, Moncada devient membre de la SGAE (Sociedad General de Autores de España) - institution au sein de laquelle il occupera différentes fonctions et dont il deviendra président en 2011.
En 1962, il remporte le prix Isaac Fraga pour la comédie Alrededor de siempre, ce qui lui permet « d'accéder au théâtre commercial »,. Il reste « pendant plus de trente ans » un auteur de théâtre populaire écrivant « sur mesure pour les stars du moment » - notamment Violines y trompetas, pièce créée en 1977 avec Jesús Puente et Pilar Bardem et qui reste à l'affiche pendant quatre ans à Madrid et à Barcelone, et Entre mujeres, créée en 1988 à Madrid et jouée également, parfois pendant plusieurs saisons, sur de nombreuses scènes d'Amérique latine. Le succès de ses pièces dans la période post-franquiste témoigne, d'après The Cambridge History of Spanish Literature, de la persistance du théâtre bourgeois et de la comédie de boulevard à une époque où émerge tout un éventail d'esthétiques alternatives.
Moncada écrit aussi des romans - notamment Carta a nadie, récompensé par le prix Elisenda de Montcada et publié en 1962, et El stress, finaliste du prix Planeta en 1966.

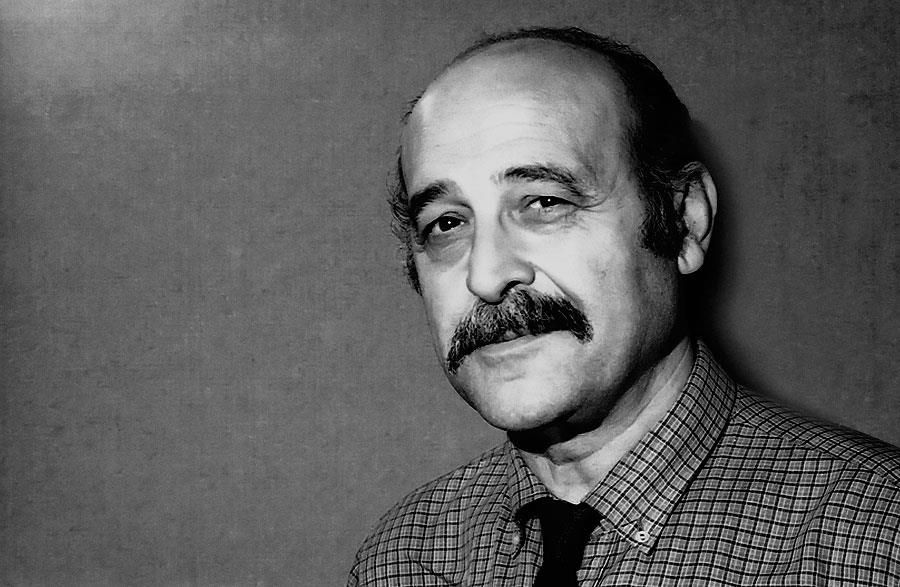
Jesús Puente photographié par Jesús Morgado en 1984. L'acteur a participé à la création de trois pièces écrites par Moncada : Violines y trompetas en 1977, El hombre del atardecer en 1981 et Las tormentas no vuelven en 1982. Il apparaît également dans plusieurs films écrits par le dramaturge : Persecución hasta Valencia en 1968, Le Roi de la jungle en 1969, Une hache pour la lune de miel en 1970, et l'adaptation cinématographique de Violines y trompetas en 1984.

## Scénariste et producteur
Dans les pays non hispanophones, Moncada est connu comme scénariste et non comme dramaturge. Mais une bonne partie des films qu'il a écrits, drames ou comédies, y reste méconnue. Ce sont surtout ses films d'horreur qui y ont été vus. D'où la différence, au moment de sa mort, entre les nécrologies publiées dans la presse espagnole (où il n'est pas question de films d'horreur) et celle que Tim Lucas a publiée sur son blog (où il n'est question que de cela).
Moncada débute comme scénariste au début des années 1960 en participant à l'écriture de deux films coréalisés par Silvio Fernández Balbuena et Manuel Caño : Siempre en mi recuerdo et Sonría, por favor. Siempre en mi recuerdo est une comédie, au générique de laquelle Moncada est crédité sous le nom de Santiago M. Mercadal (Mercadal est le nom de sa mère). Après Sonría, por favor, Manuel Caño tente d'adapter le roman pour lequel Moncada avait reçu un prix, Carta a nadie, mais le film reste inachevé.
Par la suite, Moncada collaborera à l'écriture d'un grand nombre de films réalisés par Manuel Caño ou produits par ce dernier (Persecución hasta Valencia et Une hache pour la lune de miel). Il participera aussi à l'écriture de dix films de Rafael Romero Marchent, quatre films de Javier Setó, trois d'Eugenio Martin, trois de Pedro Lazaga, trois de Pedro Masó, c'est-à-dire « des réalisateurs méconnus ou peu en vue qui travaillaient sur des projets à petit budget » (Caño, Setó) aussi bien que des « habitués des films les plus populaires de l'époque » (Martin, Lazaga, Masó, R. Romero Marchent). Pour Juan Antonio Ríos Carratalá, universitaire s'intéressant aux scénaristes espagnols issus du théâtre, Moncada est « un scénariste tout terrain » dont la filmographie est « médiocre », et « il est inutile de chercher » dans les scénarios qu'il a écrits « la trace » du dramaturge Moncada. Ríos Carratalá défend néanmoins La Corruption de Chris Miller mais ne mentionne pas ses autres films d'horreur.

### Thrillers horrifiques

#### Gialliespagnols
L'Assassin fantôme (1969), Une hache pour la lune de miel (1970), et Au fond de la piscine (1971), les trois premiers thrillers horrifiques coécrits par Moncada, sont des coproductions avec l'Italie. D'où leur parenté avec le giallo.
- L'Assassin fantôme : Quatrième collaboration de Moncada avec le réalisateur espagnol Javier Setó, le film suit la trame d'une machination conjugale comme le font de nombreux thrillers italiens de l'époque : L'Adorable Corps de Déborah (1968), Perversion Story (1969), Si douces, si perverses (1969)... Mais L'Assassin fantôme se distingue des productions italiennes « ensoleillées » par une « ambiance glauque »[21], venant autant de sa direction artistique (temps « maussade », immeubles « étranges et angoissants », « décors décrépis »[21]) que de son scénario : « rarement un giallo aura développé une machination si diabolique »[21]. Sur le blog Maniaco-Deprebis, Éric Draven parle de « thriller familial sombre »[22] mariant « vice et sadisme » : « un film intrigant, vénéneux, psychologiquement violent »[22].

- Une hache pour la lune de miel : Réalisé par le créateur du giallo cinématographique (l'Italien Mario Bava), le film raconte l'histoire d'un tueur compulsif qui sonde ses propres souvenirs pour comprendre son traumatisme, en même temps qu'il est aux prises avec son épouse. Une hache pour la lune de miel se distingue des autres gialli par son ton sarcastique, qui vient non seulement du personnage de l'épouse[23] mais aussi de « la conscience de soi ironique avec laquelle le personnage principal analyse son propre cas pathologique »[24]. Cette conscience de soi permet dans une certaine mesure de déconstruire les « clichés » du genre[25]. Elle éloigne le film du modèle hitchcockien (Psychose) pour le rapprocher de Monsieur Verdoux de Chaplin et de La Vie criminelle d'Archibald de la Cruz de Buñuel[26]. Une hache pour la lune de miel se distingue aussi des autres gialli par la progression de son récit : « De manière assez étonnante, à mi-chemin, le film devient une histoire de fantôme »[27]. Les spécialistes de Bava débattent sur ce qu'il faut attribuer à Moncada. Bava, en effet, est crédité comme coscénariste. Qu'a-t-il retranché du scénario initial de Moncada ? Qu'a-t-il ajouté ? Alberto Pezzotta attribue les situations conventionnelles du film au scénariste : « Assez actif à l'époque dans le cinéma de genre ibérique, [Moncada] emprunte souvent sans complexe à ses modèles d'inspiration. Et si la trame du film recycle des éléments hitchcockiens provenant de Psychose (1960) et de Pas de printemps pour Marnie (1964), il est probable que ce soit davantage le fait du scénariste que celui du réalisateur »[28]. Tim Lucas considère le film comme l'un des plus personnels de Bava[29] et y trouve de nombreuses allusions autobiographiques[30]. Selon lui, la réécriture du scénario a permis au cinéaste de concevoir différemment la folie meurtrière du personnage : ce n'est pas un homme « contraint de détruire les femmes qui le "trahissent" en se mariant avec d'autres », comme Moncada l'avait probablement conçu, mais un homme « à la recherche d'une image insaisissable - une image qui puisse lui apprendre quelque chose sur lui-même »[31]. Lucas et Pezzotta attribuent à Bava l'essentiel de ce qui fait l'originalité du récit - les rapports conflictuels entre le personnage principal et son épouse, ainsi que la déviation du film vers une histoire de fantôme : le cinéaste aurait écrit ces séquences juste avant le tournage pour étoffer le personnage de l'épouse après avoir confié le rôle à Laura Betti[32],[33]. Lucas et Pezzotta s'appuient sur des propos de l'actrice. Mais Roberto Curti met en doute la véracité de ces propos en s'appuyant sur un scénario signé du seul Moncada et conservé à Rome dans la bibliothèque du Centro Sperimentale di Cinematografia[27] : « les infortunes conjugales du personnage et les apparitions/disparitions ultérieures du fantôme de son épouse [...] figurent toutes dans le scénario de Rome et ne peuvent donc pas être considérées comme le résultat de réécritures de dernière minute »[34]. Curti concède que le scénario de Rome pourrait ne pas être le scénario initial mais une version contenant des modifications de Bava non créditées. Toutefois ce scénario contient de trop importantes différences avec le film (séquences d'enquête policière et personnages secondaires qui disparaissent presque totalement de la version filmée, nécrophilie du personnage principal atténuée dans la version filmée, description de l'apparence de l'épouse qui ne correspond pas du tout au physique de Laura Betti) pour qu'on puisse le considérer comme la version définitive[27]. Il pourrait donc bien s'agir d'un scénario écrit par le seul Moncada.

- Au fond de la piscine : Seconde collaboration de Moncada avec le cinéaste espagnol Eugenio Martin, interprété par une vedette du giallo (Carroll Baker) et par une actrice qui va en devenir une figure importante (Marina Malfatti), le film est un thriller conjugal. Moncada reprend une idée (la femme infiltrée pour servir d'appât au tueur suspecté) qu'il avait utilisée dans le scénario de Une hache pour la lune de miel mais que Bava avait négligée[35]. Au film d'Eugenio Martin, certains spectateurs reprochent de suivre servilement un modèle hitchcockien (Soupçons) et d'être « trop sage, trop linéaire, pas assez spectaculaire »[36]. D'autres le défendent surtout pour sa dernière partie, quand intervient le personnage interprété par Marina Malfatti et que tout se dérègle, « devient fou »[37]. Les défenseurs du film insistent notamment sur l'humour noir de la résolution, qui laisse en suspens la question de la culpabilité du mari et qui semble délibérément « tirée par les cheveux »[37].

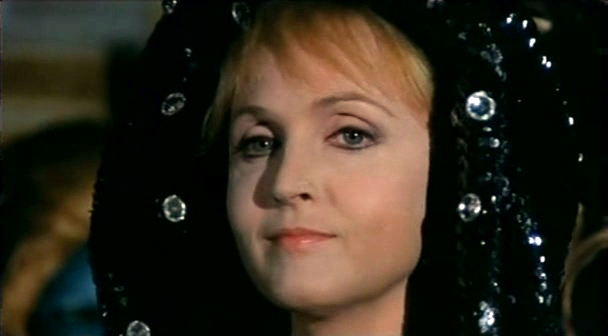
Laura Betti dans Une hache pour la lune de miel. On a longtemps cru que le personnage qu'elle interprète dans le film ne figurait pas dans le scénario de Moncada.

Moncada est également crédité comme coscénariste d'un quatrième thriller coproduit avec l'Italie : L'Alliance invisible (Sergio Martino, 1972). Mais Ernesto Gastaldi affirme l'avoir écrit seul, et les historiens du giallo lui donnent raison : Moncada aurait été mentionné pour qu'il y ait suffisamment de noms espagnols au générique du film, conformément aux quotas exigés en cas de coproduction,. Créditer au générique d'un film des personnes qui n'y ont pas participé était une pratique relativement courante dans les coproductions. Dans le cas de Moncada, c'est arrivé au moins une seconde fois : il a été mentionné comme coscénariste avec Eugenio Martin au générique d'Ordre de tuer - un polar auquel, d'après le témoignage de Martin, aucun des deux n'a collaboré.

#### La Corruption de Chris MilleretLa Cloche de l'enfer
La Corruption de Chris Miller (Juan Antonio Bardem, 1973) et La Cloche de l'enfer (Claudio Guerin Hill, 1973) sont souvent associés. D'abord, parce que ce sont deux thrillers horrifiques écrits par le seul Moncada (jusqu'à présent, il avait été crédité comme coscénariste sur tous les films auxquels il avait participé, à l'exception de Tarzan et l'arc-en-ciel de Manuel Caño). Ensuite, parce qu'ils sont réalisés par des cinéastes perçus alors comme des auteurs (Bardem avait reçu deux fois le prix FIPRESCI au Festival de Cannes et une fois à la Mostra de Venise ; Guerin Hill, qui avait débuté en contribuant à un film à sketches auquel participait également Victor Erice, était considéré comme « la grande promesse du cinéma espagnol »). Enfin, parce que Bardem, le réalisateur de La Corruption de Chris Miller, a terminé le tournage de La Cloche de l'enfer après la mort accidentelle de Guerin Hill.
Les deux films sont pourtant différents. La Corruption de Chris Miller est un film avec deux stars (Jean Seberg et Marisol), au budget nettement supérieur à celui des films d'horreur espagnols d'alors. Il aurait été produit pour relancer la carrière de Marisol et changer son image (elle avait été une enfant star dans les années 1960 et n'avait pas tourné depuis 1969). Bien que n'étant pas une coproduction italienne, La Corruption de Chris Miller est souvent considéré comme un giallo. Son scénario en contient plusieurs éléments typiques : triangle amoureux avec manipulation des protagonistes les uns par les autres, personnage psychologiquement fragile, tueur mystérieux. Son atmosphère, érotisme diffus et « glamour décadent », ainsi que l'opposition entre la « beauté corporelle » des personnages principaux et « leur âme torturée par des pensées morbides et/ou criminelles », l'apparente également au thriller italien. À sa sortie, le film fut très mal reçu par une grande part de la critique espagnole : en s'alignant sur l'érotisme et la violence, « les deux pôles qui attirent et fascinent tant le public de nos jours », Bardem a commis, aux yeux de beaucoup, « un suicide artistique ».
Il n'y a ni stars, ni glamour dans La Cloche de l'enfer. Le film s'inscrit moins dans la postérité du giallo que « dans une mouvance intellectuelle et subversive de l’horreur ibérique des années 1970 ». Olivier Père le rapproche de La Mariée sanglante (Vicente Aranda, 1972) et de La Semaine d'un assassin (Eloy de la Iglesia, 1972) : les trois films sont des « fables bizarres aux images choquantes mais ancrées dans la réalité espagnole », et ils délivrent « un message anarchisant et antisocial ». Les jeunes cinéastes contestataires comme Claudio Guerin Hill, Vicente Aranda ou Eloy de la Iglesia profitaient en effet de la permissivité de la censure franquiste « en matière de violence sanguinolente » pour « s’engouffrer épisodiquement dans [le] [...] filon commercial [du cinéma d'horreur] » et « y distiller en contrebande une critique de la famille et des institutions religieuses, sociales et politiques ». Le scénario n'est pas seulement un prétexte à la mise en scène, « ses rebondissements surprenants et la cruauté de l'histoire qu'il raconte » contribuent à faire du film « une perle noire du cinéma espagnol de l'époque ». Moncada y reprend une idée du scénario de Une hache pour la lune de miel (« la conscience de soi ironique avec laquelle le personnage principal analyse son propre cas pathologique »), mais dans un contexte tout autre, faisant écho aux mouvements antipsychiatriques des années 1970.
En 1973, sort un troisième film dont Moncada est crédité comme unique scénariste : La chica del Molino Rojo d'Eugenio Martin. Il s'agit d'un drame, avec des parties chantées. Il est interprété par une star américaine (Mel Ferrer), l'une des deux actrices principales de La Corruption de Chris Miller (Marisol) et l'acteur principal de La Cloche de l'enfer (Renaud Verley).

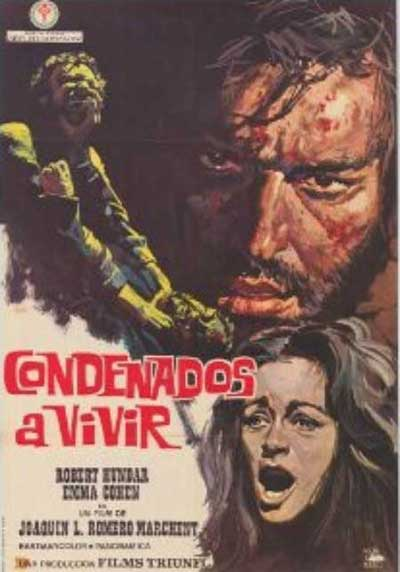
Affiche espagnole de Peu de secondes pour dire amen.

### Westerns horrifiques
À l'époque où il écrit ses premiers thrillers pour le cinéma, Moncada écrit aussi trois westerns avec Joaquín Luis Romero Marchent : Quand Satana empoigne le colt (1970) et Et Sabata les tua tous (1971) sont réalisés par Rafael Romero Marchent ; Peu de secondes pour dire amen (1972) est réalisé par Joaquín Luis Romero Marchent. Deux des trois sont considérés comme des films à la frontière du western et de l'épouvante ou de l'horreur.
Le scénario de Quand Satana empoigne le colt combine « humiliations, frustrations [et] revanche de classe » et le film emprunte « de nombreux éléments » au « cinéma d'épouvante », comme l'écrit Jean-François Rauger dans le texte de présentation de la séance de "cinéma bis" lors de laquelle le film a été projeté à la Cinémathèque française.
Peu de secondes pour dire amen (film n'ayant pas eu de sortie parisienne et donc moins connu sous son titre français que sous son titre original, Condenados a vivir, ou sous son titre anglophone, Cut-Throats Nine) est parfois présenté, en raison de son « nihilisme implacable » et de sa « violence à la limite du supportable », comme « l'un des westerns les plus sombres et crus qui aient vu le jour ». Le film serait une des sources d'inspiration de Quentin Tarantino pour Les Huit Salopards.

### Collaborations avec Jess Franco
En 1983, Santiago Moncada dirige, avec Herminio Garcia Calvo, la société de production madrilène Mundial Films. Les deux hommes signent avec Jess Franco un contrat pour deux films. Mundial Films finance Sola ante el terror et Sangre en mis zapatos, mais Moncada se contente de produire sans participer à l'écriture. Sola ante el terror est le remake d'un film réalisé par Franco en 1973, Los ojos siniestros del doctor Orloff ; Sangre en mis zapatos est « une comédie loufoque [...] sur arrière-fond d'intrigue policière et d'espionnage ». Les deux films sont écrits par Franco.
L'année suivante, Franco tourne pour sa propre société de production, Manacoa Films, Sale Jeu à Casablanca sur un scénario de Moncada. « Fait assez rare dans la filmographie de Jess Franco, le scénario est totalement imputable à une tierce personne et le nom de Jess n'apparaît au générique qu'au titre de réalisateur. » C'est d'autant plus étonnant qu'il s'agit d'un scénario déjà porté à l'écran en 1974 par un autre cinéaste, Tulio Demicheli, sous le titre Juego sucio en Panamá. L'histoire (un écrivain raté qui n'arrive pas à se suicider engage des tueurs pour le tuer), lointainement inspirée du roman de Jules Verne Les Tribulations d'un Chinois en Chine, est, comme le remarque Stephen Thrower, différente de toutes celles qui ont pu intéresser Franco jusqu'à présent. « Beaucoup plus existentiel, essentiellement centré sur un personnage masculin dans un état d'extrême désespoir, le film fait l'effet d'un verre d'eau glacée qu'on boirait après avoir traversé l'atmosphère étouffante et humide des délires habituels de Franco. L'étude de caractère d'un personnage masculin, ce n'est vraiment pas son domaine [...]. Qu'est-ce qui a bien pu le pousser à se tourner vers cette histoire écrite par quelqu'un d'autre ? » Toujours est-il qu'il s'agit, selon Thrower, d'un des meilleurs films réalisés par Franco dans les années 1980. Alain Petit, de son côté, imagine « la jubilation qui a dû être celle de Jess Franco à mettre  en image ce scénario prodigieusement intelligent ». C'est, ajoute-t-il, « l'un des meilleurs films réalisés par Jess Franco », toutes périodes confondues.
Franco et Moncada collaborent sur deux autres films à la production et à l'écriture : Las últimas de Filipinas (1984) et La esclava blanca (1985), deux films d'aventures exotiques que Petit et Thrower considèrent comme beaucoup plus mineurs. Moncada avait déjà participé à l'écriture de films d'aventures exotiques, sur un mode sérieux (Le Roi de la jungle et Tarzan et l'arc-en-ciel de Manuel Caño) ou comique (Che fanno i nostri supermen tra le vergini della jungla ? de Bitto Albertini, Gorilas a todo ritmo de Josi W. Konski (en)).

## Filmographie

### Scénariste
- 1962 : Siempre en mi recuerdo de Silvio Fernández Balbuena et Manuel Caño
- 1964 : Sonría, por favor de Silvio Fernández Balbuena et Manuel Caño
- 1966 : Tabú de Javier Setó
- 1966 : Querido profesor de Javier Setó
- 1968 : Persecución hasta Valencia (it) de Julio Coll
- 1968 : Long-Play de Javier Setó
- 1969 : L'Assassin fantôme (Viaje al vacio) de Javier Setó
- 1969 : Le Roi de la jungle (Tarzán en la gruta del oro) de Manuel Caño
- 1969 : Las Leandras de Eugenio Martin
- 1970 : Les Trois Supermen dans la jungle (Che fanno i nostri supermen tra le vergini della jungla?) de Bitto Albertini
- 1970 : Quand Satana empoigne le colt (Manos torpes) de Rafael Romero Marchent
- 1970 : Une hache pour la lune de miel (Il rosso segno della follia) de Mario Bava
- 1971 : Et Sabata les tua tous (Un par de asesinos) de Rafael Romero Marchent
- 1971 : Au fond de la piscine (La última señora Anderson) de Eugenio Martin
- 1971 : Si estás muerto, ¿por qué bailas? de Pedro Mario Herrero
- 1971 : Black Story (La historia negra de Peter P. Peter) de Pedro Lazaga
- 1972 : Tarzan et l'arc-en-ciel (Tarzán y el arco iris) de Manuel Caño
- 1972 : Peu de secondes pour dire amen (Condenados a vivir) de Joaquín Luis Romero Marchent
- 1972 : Mil millones para una rubia de Pedro Lazaga
- 1973 : La Corruption de Chris Miller (La corrupción de Chris Miller) de Juan Antonio Bardem
- 1973 : Ricco de Tulio Demicheli
- 1973 : La Cloche de l'enfer (La campana del infierno) de Claudio Guerin Hill
- 1973 : La chica del Molino Rojo de Eugenio Martin
- 1974 : El amor empieza a media noche de Pedro Lazaga
- 1974 : El pantano de los cuervos de Manuel Caño
- 1974 : La Vengeance du zombie (Vudú sangriento) de Manuel Caño
- 1975 : Cuando el cuerno suena de Luis Maria Delgado
- 1975 : Juego sucio en Panamá de Tulio Demicheli
- 1975 : Les Adolescentes (Las adolescentes) de Pedro Masó
- 1975 : De profesión: polígamo de Angelino Fons
- 1976 : Imposible para una solterona de Rafael Romero Marchent
- 1976 : Un día con Sergio de Rafael Romero Marchent
- 1976 : El hombre que supo amar de Miguel Picazo
- 1976 : Beatriz de Gonzalo Suárez
- 1976 : La noche de los cien pájaros de Rafael Romero Marchent
- 1976 : Tu dios y mi infierno de Rafael Romero Marchent
- 1976 : El límite de amor de Rafael Romero Marchent
- 1976 : El calor de la llama de Rafael Romero Marchent
- 1976 : La menor de Pedro Masó
- 1977 : Cazar un gato negro de Rafael Romero Marchent
- 1977 : Perfect Killer de Mario Siciliano
- 1980 : La Rage de tuer (Traficantes de pánico) de René Cardona Jr.
- 1980 : Despido improcedente de Joaquín Luis Romero Marchent
- 1981 : Gorilas a todo ritmo de Josi W. Konski
- 1984 : Violines y trompetas de Rafael Romero Marchent
- 1984 : Sale Jeu à Casablanca (Juego sucio en Casablanca) de Jess Franco
- 1984 : Las últimas de Filipinas de Jess Franco
- 1985 : La esclava blanca de Jess Franco
- 1987 : La chica de la piscina de Ramón Fernández
- 1987 : Repose en paix (Descanse en piezas) de José Ramón Larraz
- 1992 : Los gusanos no llevan bufanda de Javier Elorrieta
- 1994 : Wild Boys, prisonnières de l'ombre (Cautivos de la sombra) de Javier Elorrieta
- 1995 : Hermana, pero ¿qué has hecho? de Pedro Masó